# Сражение при Хукс-Ран
Сражение при Хукс-Ран (англ. Battle of Hoke's Run) известное также как сражение при Фоллен-Уотерс или сражение при Хейнсвилле, произошло 2 июля 1861 года в округе Беркли, Вирджиния, и стало одним из первых сражений Манасасской кампании, а также одним из первых сражений американской гражданской войны и первым сражением этой войны в карьере генерала Томаса Джексона.

## Предыстория
Летом 1861 года, к началу Манасасской кампании, долину Шенандоа обороняла Армия Шенандоа под командованием Джозефа Джонстона, основная база которого находилась в Харперс-Ферри. Для наступления на долину Шенандоа была выделена федеральная армия Роберта Паттерсона.
Утром 13 июня Джонстон узнал, что отряд в 2 000 человек, предположительно авангард армии Джорджа Макклеланна, занял Ромни. Джонстон отправил два полка для противодействия потенциальной угрозе с той стороны, а утром 15 июня отвёл армию из Харперс-Ферри и разместил её лагерем в Чарльзтауне. Утром 16 июня передовые отряды Паттерсона переправились через реку Потомак у Уильямспорта, и в то же время федеральный отряд покинул Ромни. Джонстон решил отвести армию к Винчестеру, где он мог бы отражать атаку со стороны Ромни или Уильямспорта, и откуда мог бы быстро уйти на соединение с армией Борегара под Манассасом.
Полковнику Стюарту было приказано отправиться в Харперс-Ферри со своим мерилендским батальоном, чтобы вывезти оттуда часть забытого армейского имущества, а полковник Томас Джексон во главе своей бригады был направлен в Мартинсберг, чтобы поддержать Стюарта в случае опасности. Джексону было так же приказано вывезти всё, что удастся, со складов железной дороги Балтимор-Огайо, и разрушить всё, что не получится вывезти.
Утром 2 июля армия Паттерсона снова начала переправу через Потомак. Кавалерия Джеба Стюарта сразу доложила об этом Джексону.

## Силы сторон
На 30 июня бригада Джексона насчитывала 128 офицеров и 2043 рядовых, а также в артиллерии 4 офицера и 81 рядового. У Джеба Стюарта было 21 офицер и 313 рядовых.
В то же время в распоряжении Паттерсона было 14 344 человека: 395 кавалеристов, 258 артиллеристов и 13 691 пехотинец. Однако, эти силы состояли в основном из 90-дневных ополченцев, за исключением 4-го Коннектикутского полка.

## Сражение
Утром 2 июля передовые отряды Паттерсона перешли Потомак по броду около села Фоллин-Уотерс. Джексон узнал об этом и отправился вперёд вместе с 5-м Вирджинским пехотным полком и 4 орудиями Рокбриджской артиллерии (под командованием Пендлтона). 2-й и 4-й Вирджинские полки остались на первоначальной позиции с приказом быть наготове и присоединиться к 5-му, если потребуется, а 27-й Вирджинский был отправлен загружать обозы на случай отступления. Джексон так же взял с собой 1-й Вирджинский кавалерийский полк Джеба Стюарта, которому велел прикрывать фланги. В рапорте Джексон писал, что его целью было захватить противника врасплох, если его силы насчитывают всего несколько сотен, а если встретятся основные силы противника, то удерживать их, чтобы обозы успели отойти в тыл.
Приблизившись к противнику, Джексон разместил полк на позиции (в Кэмп-Стивенс), а сам взял 350 человек и одно орудие и проследовал вперёд. Они подошли к дому Уильяма Портерфилда, который стоял в нескольких милях южнее места переправы Паттерсона. Этот дом когда-то был построен дедом знаменитого конгрессмена Дэвида Крокетта. Джексон установил орудие перед домом, разместил в дом снайперов, а остальных людей — вокруг.
Передовая бригада Паттерсона, которой командовал его родственник, Джон Эберкромби, в это время осторожно наступала на юг, сильно преувеличивая возможную численность отряда Джексона. Впереди шёл 1-й Висконсинский полк, за ним — 11-й Пенсильванский. Отряды вступили в перестрелку на длинной дистанции, которая продлилась около часа. На помощь федеральной пехоте подошли 4 орудия, и Эберкомби при их поддержке попытался обойти противника с флангов. Джексон, которому было приказано избегать серьезного боя, начал отступил к Кэмп-Сивенс. Чтобы замедлить преследование, кавалерия Стюарта вышла на фланг федеральной бригады, наткнулась там на 15-й Пенсильванский кавалерийский полк, и захватила в плен примерно 50 человек.
Джексон отступил к Мартинсбергу и занял оборону на северной окраине города, однако позиция была невыгодной и он отступил к Биг-Спринг, где и провёл ночь. Утром он отвёл бригаду в Дарксвилл.

## Последствия
Паттерсон продолжил наступление, занял брошенный лагерь Кэмп-Стиенс, а 3 июля занял Мартинсберг. Именно в это время произошёл инцидент с убийством одного из его солдат Изабеллой Бойд. Джонстон подошёл к Мартинсбергу и четыре дня ждал атаки Паттерсона, но атака так и не произошла. Не желая атаковать Паттерсона в Мартинсберге, где было много удобных для обороны каменных зданий, Джонстон отвёл армию к Винчестеру. 4 июля он отправил в Ричмонд отчёт с приложением рапортов Джексона и Стюарта и порекомендовал обоих к повышению.
Полагая, что имеет дело с превосходящими силами противника, Паттерсон не стал наступать на Винчестер. Это позволило Джонстону перебросить свою армию к Манассасу, что привело к разгрому федеральной армии в первом сражении при Булл-Ран. Конгресс назвал главным виновником поражения генерала Паттерсона, который был недостаточно активен во время сражения при Хукс-Ран и после него. Паттерсон был отстранён от командования.
За сражение при Хукс-Ран Джексон получил звание бригадного генерала, а Стюарт — звание полковника.
На Севере сражение получило название «Сражение при Хукс-Ран», по имени ближайшего водоема, а на Юге — «Сражение при Фоллин-Уотерс», по названию ближайшего населенного пункта. Считается, что именно это сражение впервые в ту войну получило свои названия по этой системе.